# Макарий (Маврояннакис)
Митрополи́т Мака́рий (греч. Μητροπολίτης Μακάριος, в миру Гео́ргиос Мавроянна́кис, греч. Γεώργιος Μαυρογιαννάκης; род. 29 августа 1968, Харака, Ираклион, Крит) — архиерей Иерусалимской православной церкви, митрополит Птолемаидский.

## Биография
В 1980 году переехал Иерусалим, где окончил патриаршую школу. Тем не менее, каждый год навещал свой родной Крит.
В 1986 году был пострижен в монашество с именем Макарий. В 1987 году был рукоположён в сан иеродиакона, в 1992 году рукоположён в сан иеромонаха. В 1992 году был возведён в сан архимандрита. В 1995 году окончил богословский факультет Белградского университета.
Служил секретарём Выборного комитета, архифилаксом, преподавателем и директором Патриаршей школы Святого Сиона, которую восстанавливал, также был приходским священником в Газе и игуменом во Фхесе, пригороде Аммана. В 2002 году изучал арабский язык на филологическом факультете Иорданского университета.
В 2004 году был направлен на служение в Катар в качестве представителя патриарха Иерусалимского. Поселился в Дохе, где окормлял разноплеменную общину постепенно складывающуюся при представительстве — в неё входили православные арабы, греки, русские, румыны, сербы, болгары и люди иного происхождения. При финансовой помощи Иерусалимского Патриархата, а также «благочестивых христиан» был восстановлено приходское здание рядом со Храмом в честь преподобного Исаака Сирина в Катаре, а также Великомученика Георгия, для посещения предоставлялись катехизисный и конференц-залы.
В 2011 году получил степень магистра Белградского университета. Участвовал в различных симпозиумах как представитель Иерусалимского Патриархата.
4 марта 2013 года решением Синода Иерусалимской православной церкви был избран архиепископом Катарским. Это вызвало активный протест со стороны Антиохийского патриархата, считающими Катар вместе с другими арабскими странами Персидского залива входящими в его юрисдикцию. Патриарх Антиохийский Иоанн X выразил Иерусалимскому и Константинопольскому Патриархам своё недовольство во время телефонных переговоров с ними. Вслед за этим, 6 и 8 марта 2013 года, Патриарх Антиохийский Иоанн подкрепил свой изустный протест двумя посланиями, направленными к Патриархам Иерусалима и Константинополя. Никакой реакции на эти письма не последовало.
9 марта в храме Константино-Еленинского монастыря в Иерусалиме состоялось его наречение во епископа, 10 марта того же года — епископская хиротония с возведением в сан архиепископа Катарского в Иерусалимском Воскресенском кафедральном соборе. Хиротонию совершили: Патриарх Иерусалимский Феофил III, митрополит Капитолиадский Исихий (Кондояннис), митрополит Бострийский Тимофей (Маргаритис), митрополит Назаретский Кириак (Георгопетрис), митрополит Филадельфийский Венедикт (Цекурас), архиепископ Герасский Феофан (Хасапакис), архиепископ Тобольский и Тюменский Димитрий (Капалин), архиепископ Авильский Дорофей (Леоварис), архиепископ Константинский Аристарх (Перистерис), архиепископ Иоппийский Дамаскин (Гаганьярас), архиепископ Фаворский Мефодий (Ливерис), архиепископ Иорданский Феофилакт (Георгиадис), архиепископ Севастийский Феодосий (Ханна), архиепископ Лиддский Димитрий (Василиадис) и епископ Барнаульский и Алтайский Максим (Дмитриев).
После того, как в 2017 году Саудовская Аравия, Египет, Бахрейн, Объединённые Арабские Эмираты, Йемен, Ливия и Мальдивы разорвали дипломатические связи с Катаром, обвинив его в дестабилизации региона, в стране появилась озабоченность по поводу проживающих в ней иностранных граждан. В Катаре на тот момент проживало около 3000 греков, которые опасались, что ситуация может обостриться. Однако архиепископ Макарий призвал не бояться за него и считал, что ситуация вскоре нормализуется.
15 мая 2025 года, решением синода Иерусалимской православной церкви, он был назначен митрополитом Птолемаидским, с кафедрой в городе Акко.